# Le Pavé de l'Ours
Le Pavé de l’Ours is een Belgisch bier van hoge gisting.
Het bier wordt sinds 2006 gebrouwen in Brasserie de Silenrieux te Silenrieux.
Het is een amberkleurig honingbier met een alcoholpercentage van 7,5%.